# Peter Kemp
Peter Kemp (Galashiels, Escócia, 8 de abril de 1877 – Northampton, Inglaterra, 9 de junho de 1965) foi um nadador e jogador de polo aquático britânico, campeão olímpico.
Peter Kemp fez parte do elenco campeão olímpico de Paris 1900. Era membro do Osborne Swimming Club of Manchester. Na natação ganhou o bronze na prova de 200 m com obstáculos.